# Karel Peterka
Karel Peterka (* 30. prosince 1950 České Budějovice) je český skladatel, textař a zpěvák, autor protestsongů a podnikatel stojící za společnostmi Česká muzika, které patří mezi největší tuzemská vydavatelství. Je také majitelem televizních stanic Šlágr TV a Šlágr 2.
Byl ženatý s Janou Peterkovou a je otcem zpěváka a skladatele Karla Peterky jr., který vystupuje pod uměleckým jménem Karelll.

## Život a kariéra

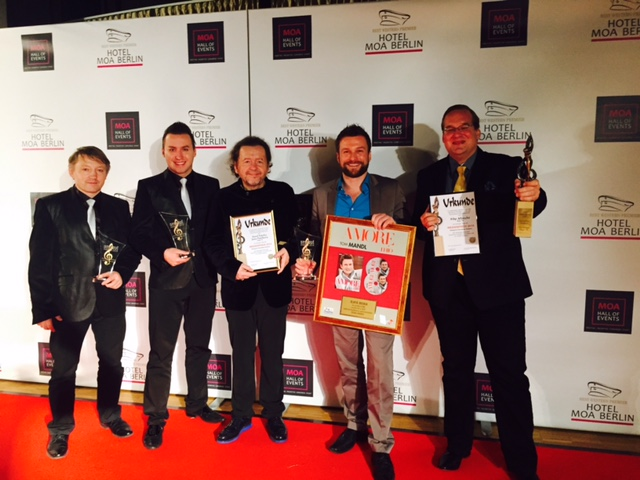
Duo Jamaha, Karel Peterka, Tom Mandl a Filip Albrecht na Smago! Awardu 2014 v Berlíně

Peterka působí na hudební scéně od poloviny 70. let 20. století, kdy nejprve v letech 1972-75 řídil hudební klub v Českých Budějovicích, poté se zúčastnil v roce 1976 (Ústí nad Labem) a 1977 (Olomouc) se svojí skupinou Variace soutěží Porta a v roce 1983 Bratislavské lyry. Od 1. ledna 1978 do roku 1993 byl umělcem na volné noze. Hojně koncertoval po tehdejším Československu, nejprve sám a poté se svojí skupinou Peterka a spol., kde potkal svojí budoucí ženu Janu (roz. Mikešová). Byl spolupracovníkem i přítelem Luďka Nekudy a často vystupoval v jeho televizních pořadech Československé televize, než z důvodu politické nepohodlnosti jeho písní a textů byly jeho veřejná vystoupení značně omezeno. V 80. letech a v první polovině 90. let žil v Praze, kde se manželce Janě a jemu v roce 1993 narodil syn Karel. V roce 1991 vyšlo první LP album Peterky a spol., za něž skupina získala první Zlatou desku, za více než 100 000 prodaných nosičů. Celkem bylo vydáno po roce 1989 více než 15 různých desek této kapely.
V roce 1993 se začal věnovat soukromému podnikání, a v roce 1996 založil společně se svojí ženou hudební vydavatelství Aplaus se sídlem v Praze. Vydával různé nosiče zpěváků a skupin, ale i nosiče své vlastní skupiny. Část písní a nahrávek se natáčelo v jeho pražském studiu. Po rozchodu se svým společníkem koncem 90. let hledal nové cesty v hudební distribuci a tak začal jako první prodávat nosiče přes teleshopping v České televizi. Jeho nová firma Česká muzika, založená v roce 2000, zaznamenala první velké úspěchy s vydáváním desek dua Eva a Vašek, které se prodávaly ve statisícových nákladech, což firmě umožňovalo rychlý a nečekaný růst. Dle svých vlastních slov Peterka potkal Evu a Vaška náhodně na veletrhu Země živitelka v Českých Budějovicích, kde měli stánek vedle jeho stánku. Zde nabídl tehdy ještě neznámé dvojici spolupráci.
Po skončení možnosti celoplošného teleshoppingu v České televizi z důvodu omezení vysílacích času v roce 2011 zvažoval činnost firmy ukončit, ale rozhodl se založit vlastní televizi, zaměřenou na československou lidovou hudbu a šlágr. Televize s názvem Šlágr TV začala vysílat svůj program v únoru 2012, a zaznamenala značný úspěch především u starší generace, jak v České republice, tak na Slovensku. Vybudoval v budově bývalého JZD v Dubném zázemí pro televizi včetně vlastního hudebního a televizního studia, ze kterého se vysílá většina pořadů ve vlastní produkci (Šlágr studio, hitparáda Štafle, Písničky na přání, různé zábavné pořady). Televize má kolem 15 zaměstnanců a několika desítek externích spolupracovníků. Mezi tváře televize patří například Duo Jamaha, Petr Šiška, Moravanka, Mistříňanka, Tom Mandl, Marcel Zmožek, Veselá Trojka, Kollárovci, Dušan Grúň, Josef Sochor, Josef Zoch, Petr Hannig, Jakub Smolík nebo Voraři.
Na Smago! Awardu 2014 v Berlíně, jedné z nejprestižnějších každoročních cen německého šlágru, byly Karel a Jana Peterkovi společně s Filipem Albrechtem oceněni ADS Medienpreisem v kategorii Fernsehen Ausland (zahraniční televize) za přínos Šlágr TV a České muziky česko-německé spolupráci v televizní i vydavatelské oblastí.
Jako textař a skladatel napsal dosud více než 1000 vlastních písní, pro sebe, svoji ženu, skupinu Peterka a spol. i pro jiné interprety a hudební soubory. S jeho projektem, soutěží Zlatý Šlágr, který pořádal v květnu 2015 v bratislavském Istropolisu, hodlá navázat na tradici Bratislavské lyry, s cílem objevit nové autorské i pěvecké talenty.
Je vášnivým sběratelem kytar a televizních přístrojů, a bydlí se svou rodinou nedaleko od sídla své televize v jihočeských Křenovicích.